# Tien'a Ment
Il COCA - Centro Occupato di Cultura Autogestita "Tien'a Ment" è stato il primo centro sociale occupato autogestito della città di Napoli, uno dei più importanti negli anni '90.
Si trovava in via Arno n. 3, nel quartiere di Soccavo, in un edificio comunale in disuso. "Furono proprio gli occupanti, in collaborazione con gli abitanti del quartiere, a ristrutturare l'edificio".

## Storia del Tien'a Ment
È stato in attività dal 10 giugno 1989 fino allo sgombero forzato da parte della Polizia di Stato, avvenuto il 18 gennaio 1996.
Il nome del centro in lingua napoletana significa "ricorda", e fu scelto per la sua chiara assonanza con il nome della piazza Tienanmen di Pechino, che proprio nei giorni di apertura del centro fu teatro dell'omonima protesta passata poi alla storia.
Diversamente da Officina 99, altro e più famoso centro sociale napoletano, l'attività del Tien'a'ment abbracciò un'ideologia anarchica, incentrandosi su una produzione culturale, artistica e musicale, vicina al mondo punk e alla cultura underground, per la quale costituì un luogo di aggregazione.
Nel corso dei 7 anni di apertura vi hanno suonato gruppi come Death in June, Napalm Death, The Fuzztones, U.K. Subs e artisti come Tatsuya Yoshida (aka Ruins), oltre a gruppi della scena underground cittadina di quegli anni, tra i quali i più noti Randagi e Contropotere.
Il ventennale della sua chiusura è stato ricordato con la mostra, intitolata  "Tien'A'menT '89-'96: immagini per non dimenticare",  dei volantini prodotti nel centro, aventi come soggetto i concerti, le proiezioni, le serate di selezioni musicali e le performance artistiche che ivi avvenivano; gli stessi volantini, erano prodotti con la tecnica del collage per essere poi duplicati come fotocopie.

## Produzioni
Il COCA - Centro Occupato di Cultura Autogestita "Tien'a'ment" produsse, nell'ambito del "Progetto N.A.D.A." (acronimo che sta per "No Al Diritto d'Autore"), al quale aderirono parecchi gruppi del punk e dell'underground napoletano, un album discografico ("Arraggiati" - 1994), le cui prime 7 tracce erano rifacimenti e reinterpretazioni di classici della canzone napoletana:
1. Contropotere "Masaniello" (3:31)
2. Psicorami "Lager e a canzone 'e Napule" (3:05)
3. Primo Fuori Corso "Ricciulina" (4:17)
4. Cyb "Funiculì Funiculà" (3:29)
5. GroundZeroNoise "11 mis 'e juorne" (3:29)
6. Von Masoch "Maggia curà / Capri Mix" (6:01)
7. The Handle "Catarì" (3:58)
8. Kronstadt "A rumba de scugnizzi" (2:17)
9. Kronstadt "Premonition sad" (3:33)
10. Kronstadt "How many times we are dead" (2:27)
11. Primo Fuori Corso "Ludmila" (6:05)
12. Von Masoch "Radical" (1:46)
13. GroundZeroNoise "sweet little dream" (2:09)
14. Psicorami "Crisi statica esistenziale" (5:13)
15. Handle "I'm not invisible" (4:23)
16. Cyb "Smarrito" (6:05)
17. Contropotere "Attacco al visus" (4:07)